# Phyllodactylus xanti
Phyllodactylus xanti — вид геконоподібних ящірок родини Phyllodactylidae. Ендемік Мексики. Раніше вважався конспецифічним з Phyllodactylus nocticolus. Вид названий на честь американського натураліста Яноша Ксантуша.

## Опис
Тіло (не враховуючи хвоста) сягає 25-62 мм завдовжки.

## Підвиди
- Phyllodactylus xanti xanti Cope, 1863
- Phyllodactylus xanti zweifeli Dixon, 1964

## Поширення і екологія
Phyllodactylus xanti поширені на Каліфорнійському півострові та на деяких сусідніх островах. Вони живуть в пустелях, серед скель, і в сухих чагарникових заростях в напівпустелях.